# Psihoneuroimunologija
Psihoneuroimunologija (PNI) ili  psihoneuroendokrinoimunologija (PNE) je nova medicinska disciplina, osnovane s kraja 20. veka, koja se bavi proučavanjem fizičkog i psihičkog integriteta organizma, zasnovanog na održavanju dinamičke ravnoteže, homeostaze, i dejstvu složenog skupa reakcija nervnog, endokrinog i imunološkog sistema.
Bilo polazeći od telesnog aspekta, bilo od psihološkog ili duševnog, u medicini sve više je uvrežen stav koliko su usko ta dva područja međusobno povezana. Dugo vremena stručnjaci su nastojali otkriti šta je uzrok, a što posledica, ili da li prvenstveno procesi u našem umu utiču na telesne procese, ili da fizička/telesne promene nastaju kao rezultat odgovarajućimhemocionalnih i mentalnih stanja. Za oba pristupa moguće je naći mnoštvo dokaza, što postaje razumljivo u novije vreme kada sve više postaje jasno da je istina – i jedno i drugo - da psiha i telo čine neodvojivu celinu i da se procesi u njemu odvijaju istovremeno. Jedna od novijih nauka koja već i u svom nazivu ukazuje na vezu izumeđu uma i tela je psihoneuroimunologija.

## Istorija
Sve doskoro nismo bili u stanju da shvatimo šta je naš um niti kako funkcioniše. Stari Egipćani su, pored svih svojih slavnih dostignuća u umetnosti i nauci, verovali da je mozak beskoristan organ i bacali su ga prilikom balsamovanja svojih faraona. Aristotel je bio ubeđen da duša prebiva u srcu, ne u mozgu čija je jedina uloga bila da ohladi kardiovaskularni sistem. Dekart, je smatrao da duša ulazi u telo kroz majušnu moždanu žlezdu, epifizu. Ali bez ikakvih čvrstih dokaza, nijedna od ovih teorija nije se mogla potvrditi, u mnogim oblastima neuronauke pa i psihoneurologiji.
Klod Bernar francuski fiziolog daje, oko 1860. godine osnovne postavke homeostaze (mehanizma uspostavljanja narušenog sklada u organizmu) i prvi put navodi ulogu vegetativnog nervnog sistema u njenoj regulaciji.
Valter Kanon, profesor fiziologije na Harvardskom univerzitetu, u svojoj knjizi "Mudrost tela", 1932. godine, od grčke reči homoios, i staza, uveo je pojam „homeostaza". U svom radu sa životinjama, Kanon je primetio da svaka promena emocionalnog stanja u organizmu životinje, kao što je anksioznost, nevolja ili bes, koja prati potpun prestanak kretanja želudca. Ove studije su istraživale odnos između efekata emocija i percepcija na autonomni nervni sistem, a to su simpatični i parasimpatički odgovori koji su inicirali prepoznavanje zaustavljanja, borbenosti ili odgovora na letenje. Njegovi nalazi su s vremena na vreme objavljeni u stručnim časopisima, a potom se sumirana u knjizi The Mechanical Factors of Digestion, objavljenoj 1911. godine.
Pionir u oblasti istraživanja povezanosti uma i tela, ili psihoneuroimunologije, je naučnica dr Candace Pert, profesor-istraživač iz Georgetown Medical center u Washingtonu. Dr Pert je u svojim istraživanjima otkrila uverljive odgovore na pitanja o povezanosti emocija i zdravlja/bolesti, i opisala ih u svojoj knjizi „Molekule emocija, nauka uma i tela” (Molecules of Emotion, the Science behind mind and body). Kao rezultat svojih istraživanja ona je prestala da govoriti o telu i umu kao odvojenim celinama i uvela je novi pojam – „Teloum” енгл. Bodymind.
Ranije se smatralo se da su svi procesi u našem telu/psihi pod kontrolom moždanih funkcija, koje su određene sinaptičkim vezama između miliona neurona. Sinapse su oblikovale mreže i određivale neuralne veze, za koje se smatralo da određuju svaki aspekt percepcije, integracije i ponašanja.
Međutim istraživanja Milesa Herkenhama, Candace Pert i brojnih drugih istraživača dokazano je da se najveći deo informacija koje kruže u mozgu ne regulišu sinaptičkim vezama između moždanih ćelija, već specifičnim receptorima — ili sposobnošču receptora da se veže samo sa jednim ligandom i procenjuje se da se manje 2% neuralne komunikacija zaista odvija na nivou sinapsi.
Frances Schmitt je potom uveo novi naziv „informacijske supstance” kako bi opisao niz transmitera, peptida, hormona i proteinskih liganada koji putuju kroz ekstracelularne fluide kako bi došli do svojih specifičnih ciljnih receptora.
Nakon ovih istraživanja razvila se hipoteza je da su peptidi (neuropešptidi) i ostale informacijske supstance biohemikalije emocija – i da je telo neka vrsta nesvesnog uma. Naime po ovoj hipotezi peptidi cirkulišu telom pronalazeći svoje ciljne receptore u područjima koja su mnogo udaljenija nego što se ikada ranije smatralo mogućim i po taki moždani sistem čine sličnim endokrinom sistemu. 
Otrkriveno je da se neuropeptide ne nalazi samo među redovima nervnih ganglija na svakoj strani kičme, već i u samim organima. Nove grupe neuronalnih ćelija tela koje sadrže peptide, u mozgu nazvane su „NUCLEI”, i oni su izvori najvećeg dela povezivanja na nivou mozak—telo i telo—mozak.

## Opšta razmatranja
Savremena medicina, iako efikasna u mnogim područjima, često nailazi na prepreke jer ne uzima dovoljno u obzir povezanost tela i uma. Postoji čitav niz oboljenja koja se teško leče, kao što su reumatoidni artritis, lupus, alergije, u kojima sopstveni imuni sistem umesto da brani napada telo kome pripada. Pirstalice psihoneuroimunologije brojna autoimuna oboljenja opisuju kao rezultat zaustavljanja ili iskrivljenja protoka informacijskih supstanci — protoka emocija, i smatraju da dodatni tretmani, koji se odnose na promenu funkcionisanja uma mogu dati važan doprinos lečenju. A taj protok informacija zbog njihove ogromne količine koje moraju da teku nagore, prema mozgu (kao centralnom kompjuteru) ili nadole, prema tehničkoj podršci, moraju se urediti u složene nizove ugnežđenih mreža s mnogo grana. 
Zamislite bor, s komandnim centrom na vrhu i piramidom grana koje se pružaju nadole i dele u mnoštvo podcentara
Iz navedenih razmišljanja razvila su se psihoneuroimunoloških istraživanja koja trebaju otkriti koji se mehanizmi nalaze u osnovi delovanja stresnih doživljaja na funkciju imunološkoga sistema. Psihoneuroimunološka istraživanja metodološki su zahtevna jer terba da utvrde uzročno-posledične veze između psihičkih faktora i pojedinih pokazatelja funkcije imunološkoga sistema (npr. stresni doživljaji najčešće dovode do promena u ponašanju (promene u ishrani, nespavanju itd.), koje mogu utiecati na imunološke funkcije. Zbog toga je u psihoneuroimunološkim istraživanjima potrebno kontrolisati sve relevantne činioce.

## Korelacija između imunog i centralnog nervnog sistema
Decenijama unazad istraživanja veza između pojedinih delova ili funkcija organizma, utvrdila su da postoji orkestrirana dvosmerna komunikacija koja se javlja između centralnog nervnog sistema (CNS) i imunološkog sistema, koja značajno utiče na fizičko i psihičko zdravlje i blagostanje. CNS, zajedno sa simpatičkim nervnim sistemom (SNS), obezbeđuju signale imunološkom sistemu kao važnom aspektu u mreži za nadgledanje pojedinih funkcija koje čuvaju zdravlje u organizmu nakon infektivnog ili antigenog izazova.
Većina naših saznanja iz ove komunikacije, su subjekti istraživanja psihoneuroimunologije (PNI). Ona su proistekla iz eksperimentalnih manipulacija životinjama i kliničkog opažanja, utvrđenih u ispitivanjima in vivo ili in vitro. Tako je zahvaljujući psihoneuroimunologij otkriven širok spektar psiholoških, fizičkih i fizioloških stresora koji mogu uticati na urođenu i adaptivnu imunološku funkciju.
Odgovor CNS-a na stresore javlja se uglavnom putem dva puta,
- Preko hipotalamo-hipofizno-adrenalne (HPA) osovine
- Simptičkog nervnog sistema.[17]

Kao odgovor na stresore, hipotalamus luči kortikotropin-release hormom (CRH) i arginin vazopresin (AVP) u sistem hipofize. Porast CRH rezultuje nishodno oslobađanjem peptida iz hipofize koji su proizvedeni diferencijalnim cepanjem pro-opiomelanokortina (POMC), sa najrelevantnijim peptidom koji odgovara stresu kao adrenokortikotropni hormon (ACTH). ACTH se izlučuje u cirkulišuću krv i izaziva otpuštanje glukokortikoida (GC), koji reguliše metabolizam glukoze, iz kore nadbubrežne žlezde. CRH takođe stimuliše noradrenergičke neurone u CNS. Aktivacija noradrenergičnih puteva od strane CRH rezultuje sekrecijom norepinefrina (NE) od strane perifernog simpatičnog nervnog sistema i indukuje oslobađanje nruroepinefrina i epinefrina (EPI) iz nadbubrežne medule. Kada se doživi stres, telo se sprema za brzo reagovanje putem povećanja srčane frekvencije i krvnog pritiska uz pomoć kateholamina i promena metabolizma glukokortikoidom - kao što je to slučaj u klasičnom odgovoru "boj-let" koji je prvi predložio Valter Cannon.
Kao dnevni odgovori na stres tokom dana, nastaju fluktuacijski perifernih nivoa CRH, ACTH, GC, NE i Epi, kao i drugih neurohormoni emiteri koji se javljaju u funkcija promena prirodnih ritmova i stimulusi koji se registruju na nivou CNS-a. Ne samo da su ovi hormoni važni za regulisanje metaboličkog odgovora na stres, već i deluju kao glasnici ćelijama imunog sistema.
Pored dostupnosti ovih neurohormona ćelijama imunog sistema, praktično svaki hormon koji se tradicionalno smatra neuroendokrinim u prirodi pokazao je da utiče na T i / ili B limfocite i monocite, regulišući proliferaciju, proizvodnju citokina i / ili domaćin efektorskih funkcija.
Ćelije imunog sistema eksprimiraju receptore za širok spektar hormona, uključujući hormon rasta, kateholamine, glukokortikoide, prolaktin, opioide i hormone štitne žlezde (da imenujemo samo nekoliko). Takođe smatra se da se neurilni derivatima, kao što je CRH, mogu sami proizvesti u ćelijama imunog sistema, 5 a poznato je već duže vreme da T ćelije i mozak poznaju i reaguju i na neke druge molekule.
Dakle, s obzirom na sličnosti između CNS-a i imunološkog sistema, nije iznenađujuće što isti signali koji privlače pažnju mozga – npr. stresor, takođe izazva promene u imunitetu. Takve sličnosti između sistema često su uticale na istraživanja i razmišljaja o imunološkom sistemu kao „lutajućem mozgu” roving brain.

## Fiziološki aspekti emocija
„Emocije“ su munjevite odluke koje se nezavisno donose na nižem nivou. Kako formiranje racionalne misli potraje mnogo sekundi, često je nemoguće promišljeno reagovati na kriznu situaciju – zato oblasti mozga nižeg nivoa moraju munjevito da procene situaciju i donesu odluku, emociju, bez dozvole s vrha. Prema tome emocije su informacije koje putuju između dve „stepenice” — uma i tela – kao peptidi i njihovi receptori na fizičkom nivou, i na taj način nastaju osećaji koje nazivamo emocije na nematerijalnom nivou.
Sa aspekta fiziologije emocije možemo smatrati hemijskim ligandima koji se vezuju uz receptore u telu. Emocije deluju kao unutrašnji ligandi i reaktiviraju sećanja na ista stanja kakva smo već doživeli. Prema tome emocije su informacijski sadržaj koji se razmenjuju putem psihosomatske mreže sa mnogim sistemima, organima i ćelijama uključenim u taj proces, a neuropeptidi i njihovi receptori su biohemikalije mozga.
Dakle, emocije (strah, bes, užas itd.) trenutni su alarmi koji se aktiviraju na nižem nivou, nastali evolucijom, sa svrhom da upozore komandni centar na potencijalno opasnu ili ozbiljnu situaciju. Ćovek nema mnogo svesne kontrole nad emocijama, i npr. koliko god vežbao držanje govora pred brojnom publikom, i dalje oseća nervoznu ili tremu pred nastup
Potisnute traume uzrokovane opterećujućim emocijama mogu se sačuvati u raznim delovima tela, i uticati na našu sposobnost da osećamo taj deo ili čak na pokretljivost. Postoji gotovo beskonačan broj puteva za naš nesvesni um da stupi u dodir i izmeni funkcionisanje tela.

Rita Karter, autor knjige Mapiranje uma, o emocijama piše: 
Emocije uopšte nisu osećanja, već urođeni mehanizmi u organizmu koji su se razvili tokom evolucije da bi nas odvratili od opasnosti i naveli na postupke koji bi nam mogli biti korisni.

## Fiziološki aspekti stresa
Stanje narušene homeostaze nazivamo stresom, a nadražaj koji je izazvao stres – stresorom. Stresori mogu biti spoljsšnjii ili unutarašnji, fizički ili psihološki.
Stresni doživljaji povezani su s pojačanom aktivnošću simpatičkoga dela vegetativnoga nervnog sistema, ali i sa promenama u izlučivanju nekih hormona, što može izazvati značajno smanjenje funkcije imunološkog sistema (kroz izmenjeno ponašanje).
Reakcije na stres, koliko god bile zahtevne zbog povišene aktivnosti više sistema organizma, po svojoj suštini su korisne i poželjne jer omogućavaju ponovno uspostavljanje narušene ravnoteže. Međutim, ako su stresne reakcije učestale ili dugotrajne, predstavljaju opterećenje za organizam. Ukoliko se organizam ne uspe odupreti i vratiti homeostazu, dolazi u stanje distresa koje može organizam učiniti podložnim bolestima.
Autonomni nervni i endokrini sistem imaju najveću ulogu u delovanju stresa. Oba sistema su vrlo blisko povezana sa korom mozga, odnosno delom mozga u kome svesno doživljavamo kao emotivnu uzbuđenost u uslovima stresa.

## Literatura
- Yan, Qing (Ed.). Psychoneuroimmunology: Methods and Protocols. Methods in Molecular Biology. 934. Springer USA. стр. 277—299.
- Dantzer, R.;  . (2008). „From inflammation to sickness and depression: when the immune system subjugates the brain.”. Nat Rev Neurosci. 9 (1): 46—56. PMC 2919277 . PMID 18073775. doi:10.1038/nrn2297.: 46-56,
- Bellinger, D. L., Lorton, D., Lubahn, C. & Felten, D. L. in Psychoneuroimmunology  (3rd изд.). Недостаје или је празан параметар |title= (помоћ)n Vol. 2 (eds Ader, R., Felten, D. L. & Cohen, N.) 55–112 (Academic, San Diego, 2001).
- Bonneau, R. H., Padgett, D. A. & Sheridan, J. F. in Psychoneuroimmunology  (3rd изд.). Недостаје или је празан параметар |title= (помоћ)n Vol. 2 (eds Ader, R., Felten, D. L. & Cohen, N.) 483–498 (Academic, San Diego, 2001).
- Glaser, R.; Kiecolt-Glaser, J. K.; Bonneau, R. H.; Malarkey, W.; Kennedy, S.; Hughes, J. (1992). „Stress-induced modulation of the immune response to recombinant hepatitis B vaccine”. Psychosomatic Medicine. 54 (1): 22—29. PMID 1553399. doi:10.1097/00006842-199201000-00005.
- Ader, R., Felten, D. L. & Cohen, N. (eds) Psychoneuroimmunology  (3rd изд.). Недостаје или је празан параметар |title= (помоћ)n (Academic, San Diego, 2001).
- Rabin, B. S. Stress, Immune Function, and Health: the Connection (Wiley–Liss & Sons, New York, 1999).
- Webster, Jeanette I.; Tonelli, Leonardo; Sternberg, Esther M. (2002). „Neuroendocrine Regulation of Immunity”. Annu. Rev. Immunol. 20: 125—163. PMID 11861600. doi:10.1146/annurev.immunol.20.082401.104914.

## Spoljašnje veze
- Psychoneuroimmunology Research Society
- Ader Papers - University of Rochester
- Cousins Center for Psychoneuroimmunology
- Biochemical Aspects of Anxiety
- ; ;  (2010). „”. Giornale Italiano di Dermatologia e Venereologia : Organo Ufficiale, Societa Italiana di Dermatologia e Sifilografia. 145 (2): 221—228. PMC 3801168 . PMID 20467396.

|  | Molimo Vas, obratite pažnju na važno upozorenje u vezi sa temama iz oblasti medicine (zdravlja). |